# Rodolfo Ares
Rodolfo Ares Taboada (Riós, Orense, 25 de junio de 1954 - Bilbao, Vizcaya, 26 de enero de 2023) fue un político español cuya trayectoria política discurrió con el Partido Socialista de Euskadi-Euskadiko Ezkerra. Fue Consejero de Interior del Gobierno Vasco y coordinador del mismo hasta su dimisión el 29 de agosto de 2012. Era miembro también, desde 1977, de la Unión General de los Trabajadores (UGT).

## Biografía
Nacido en una aldea gallega, se trasladó de niño con su familia al barrio bilbaíno de Ocharcoaga. En Bilbao se afilió en la UGT y el PSOE en 1977. Estudió maestría industrial. Su carrera política comenzó en 1983, cuando fue elegido concejal del Ayuntamiento de Bilbao, donde llegaría a ocupar los cargos de Teniente de Alcalde y Delegado de Área de Urbanismo, Circulación y Transportes, así como Portavoz del Grupo Municipal Socialista. Durante su etapa como concejal, que se extendió hasta 1994, impulsó diferentes proyectos, como el Plan General de Bilbao, la reforma del Transporte Bilbobus, la política de aparcamiento para residentes o los planes de  rehabilitación de los barrios de Ocharcoaga y Bilbao La Vieja. En 1990 fue primer Teniente de Diputado General y Diputado Foral de Urbanismo y Medio Ambiente en la Diputación Foral de Vizcaya, cargo que ocupó hasta presentar su candidatura para la alcaldía de Bilbao por el Partido Socialista de Euskadi-Euskadiko Ezkerra (PSOE), en las elecciones municipales de 1991. Fue uno de los impulsores para la creación de la Sociedad Bilbao Ría 2000, durante su etapa como portavoz socialista durante los años 1991 hasta 1994. En 1990 se convirtió en vicesecretario general de los socialistas vizcaínos con Nicolás Redondo Terreros como secretario provincial.
En 1994 fue elegido por primera vez diputado en el Parlamento Vasco por el PSE-EE. Entre sus desempeños, destaca su labor como Secretario General y Portavoz suplente del Grupo Parlamentario Socialistas Vascos y como responsable de Urbanismo, Vivienda y Medio Ambiente y de Infraestructuras y Transporte en la cámara Vasca del Parlamento de Vitoria. También fue miembro del Consejo de Administración del EITB (1998-2000). Sin embargo, su papel fundamental en el socialismo vasco ha sido como secretario de Coordinación y Organización del partido ("número 2") entre 1995 y 2009, bajo las secretarías generales de Ramón Jáuregui, Nicolás Redondo Terreros y Patxi López. En julio de 2008, el XXXVII Congreso del PSOE lo eligió como vocal en la Comisión Ejecutiva Federal. Como parlamentario y número 2 del partido, ha participado en la mayoría de las negociaciones para los pactos de legislatura con los gobiernos de coalición que se han alcanzado en Euskadi por el PSE-EE (PSOE), con los diversos partidos políticos. 
El viernes 8 de mayo de 2009 fue designado consejero de Interior del Gobierno Vasco dentro del nuevo equipo de gobierno del socialista Patxi López, con el encargo de dirigir la Ertzaintza contra ETA. Fue la mano derecha del Lendakari Patxi López, y cabeza visible del "núcleo duro" del gabinete. En octubre de 2009 renunció a seguir ocupando la secretaría de Organización en el PSE-EE para centrarse en sus tareas como consejero, y fue elegido Secretario Político del PSE-EE (PSOE). Bajo su mandato, también se creó la Dirección de Atención de Violencia de Género en Euskadi, dotándola de medios y recursos para combatir la violencia machista.
Durante su etapa al frente de la Consejería de Interior, impulsó la política de firmeza democrática y tolerancia cero contra quienes daban cobertura, amparo y justificación a ETA. Bajo su dirección, se ordenó la retirada y eliminación de los llamados muros de la vergüenza, carteles y pancartas que homenajeaban a miembros de ETA. Impulsó la política para combatir a ETA en todos los frentes, creando la División Antiterrorista de la Ertzaintza. Y fue la política coordinada con el Gobierno de España la que junto con la colaboración internacional, la acción policial y judicial, la movilización y repulsa ciudadana al terrorismo, la que llevó a que en su mandato se acabara por fin con la violencia y el terrorismo en Euskadi. Además, le dio un gran impulso a la política de la Memoria y recuerdo a las víctimas del terrorismo y la violencia.
Tras tres años de gestión al frente de la Consejería de Interior, aprovechando el anuncio de adelanto de las elecciones de Patxi López, Ares dejó su cargo por considerarlo incompatible con sus nuevas responsabilidades, para asumir la dirección de la campaña electoral. Su puesto fue ocupado de forma interina hasta el final de la legislatura por Idoia Mendia.
En el VIII Congreso del PSE-EE (PSOE), celebrado en 2014, dejó la Secretaría de Organización y las responsabilidades en la dirección de los socialistas vascos. Continuó sin embargo vinculado al partido, participando en la Comisión Negociadora para la investidura y formación de gobierno de Pedro Sánchez después de las elecciones de 2016, en reuniones con Ciudadanos, Compromís, Izquierda Unida, Podemos y sus diversas plataformas. El mismo año formó parte del Comité Electoral del PSOE para las dos elecciones generales que se celebraron y dejó su actividad en el Parlamento Vasco, pasando a una situación de jubilación.

### Lucha contra ETA y procedimiento judicial
En octubre de 2007, junto a los expresidentes del Gobierno Vasco, Juan José Ibarretxe y Patxi López, le fue abierto juicio oral por el Tribunal Superior de Justicia del País Vasco, en contra de la opinión del Ministerio Fiscal, acusado de un delito de desobediencia en virtud de lo establecido en el artículo 556 del Código Penal, al haberse reunido el 6 de julio de 2006, durante la tregua de ETA, con la organización política ilegal Batasuna. La causa fue finalmente archivada el 11 de enero de 2009, aplicando la "doctrina Botín", al no existir acusación por parte del Ministerio Fiscal y solo por parte de la acusación popular.
Fue partícipe de la delegación del PSE en las conversaciones en el monasterio de Loiola (entre EAJ/PNV, PSE-EE y Batasuna), durante la tregua de ETA de 2006, haciendo equipo negociador con el presidente de la sección vasca del PSOE, Jesús Eguiguren. Posteriormente, según el libro "El triángulo de Loiola",  durante el periodo inmediatamente previo a las elecciones municipales y forales, formó parte de la delegación que se reunió in extremis en Ginebra con las delegaciones de ETA y de Batasuna, con asistencia de observadores internacionales (el Gobierno suizo, la Fundación Henry Dunant, los Gobiernos británico y noruego y el Sinn Féinn irlandés, entre otros), ambos procesos con resultado infructuoso, resumido en la ruptura formal de la tregua por parte de ETA el 14 de junio de ese año 2007, aunque de facto ya estuviera rota desde el atentado contra la terminal 4 de Barajas, con la muerte de los ecuatorianos Diego Armando Estacio y Carlos Alonso Palate.

## Caso Cabacas
En el episodio más controvertido de su etapa como consejero de Interior, el 9 de abril de 2012 el joven basauritarra Iñigo Cabacas falleció como consecuencia de las heridas porducidas durante una carga de la Ertzaintza en la calle María Díaz de Haro en Bilbao, instantes después de la clasificación del Athletic Club a las semifinales de la UEFA Europa League tras eliminar al Schalke 04.
Ares asumió la máxima responsabilidad en la gestión del caso. Justificó la intervención de la Ertzaintza y señaló que los testimonios de los testigos eran «mentiras». El 12 de abril de 2012, una semana después de los hechos, y después de que la autopsia demostrara que Iñigo había muerto de un pelotazo, Ares señaló que la muerte de Iñigo podía ser una negligencia o un accidente y, en cualquier caso, destacó que un solo exceso o error no podía comprometer «la actuación infalible de la Ertzaintza».